# 機場線 (福岡市地下鐵)
機場線或空港線（日语：／ Kūkō sen */?），是連接福岡縣福岡市西區的姪濱站與同市博多區的福岡機場站的地下鐵路線，由福岡市交通局營運。該線路亦是福岡機場的機場聯絡軌道系統。
根據「福岡市交通事業等設置相關條例」（「福岡市交通事業の設置等に関する条例」），機場線的正式路線名稱是1号線。

## 路線資料
- 路線距離（營業距離）：13.1公里
- 軌距：1067毫米
- 站數：13個（包括起終點站）
- 複線路段：全線
- 電氣化路段：全線（直流電1500V）
- 閉塞方式：車內信號式
- 最高速度：75公里/小時
- 車輛基地：姪濱車輛基地（日语：姪浜車両基地）
- 地面路段：姪濱－室見間

## 運行形態
九州旅客鐵道（JR九州）筑肥線和福岡市交通局的列車均在本線內互相通行，而且JR的車輛可在福岡機場站至西唐津站之間的區間運行，但是福岡市地下鐵的車輛只能運行到筑前前原站。運行系統中「福岡機場－姪濱」的列車每隔7-8分鐘發出一班，其中一部分為在中洲川端站駛入本線的箱崎線列車（約15分鐘一班），需注意直通箱崎線的列車不會前往博多站以及福岡機場站。而「中洲川端－西新」（早高峰期與晚間會延長至姪濱）則為3-5分鐘發出一班。

## 歷史
- 1981年7月26日：「室見－天神」段開通。
- 1982年4月20日：「天神－中洲川端」段開通。
- 1983年3月22日：「姪浜－室見」段、「中洲川端－博多（暫用站）」段開通。和日本国有鐵道筑肥線的開始進行互相直通運輸。
- 1985年3月3日：「博多（暫用站）－博多」段開通。
- 1993年3月3日：「博多－福岡機場」段開通。路線名稱定為機場線（日语：／ Kūkō sen ?）。
- 2009年3月7日：IC卡（はやかけん）開始可以在全部沿線車站使用。

## 車站一覽
- 所有車站都位於福岡縣福岡市。
- 貝塚管區所管轄的車站除了中洲川端站以外全部是直營站。
- 筑肥線快速在機場線內各站停車。
- 標誌由來參見車站條目。
- 車站編號在2011年3月上旬依次引入。

| 車站編號 | 中文站名 | 日文站名 | 英文站名 | 站間營業距離 | 累計營業距離 | 接續路線 | 標誌                            | 所在地 |
| -------- | -------- | -------- | -------- | ------------ | ------------ | --- | ------------------------------- | ------ |
| K01      | 姪濱     |          |          | -            | 0.0          | 九州旅客鐵道： 筑肥線（JK01） （直通運行至唐津線西唐津站。福岡市交通局的列車直通至筑前深江站）                                   | 帆船                            | 西區   |
| K02      | 室見     |          |          | 1.5          | 1.5          | | 流動的室見川                    | 早良區 |
| K03      | 藤崎     |          |          | 0.8          | 2.3          | | 藤之花                          | 早良區 |
| K04      | 西新     |          |          | 1.1          | 3.4          | | 以「N」字型圖案化的鉛筆、原子筆 | 早良區 |
| K05      | 唐人町   |          |          | 1.2          | 4.6          | | 唐草模樣的壺                    | 中央區 |
| K06      | 大濠公園 |          |          | 0.8          | 5.4          | | 櫻花                            | 中央區 |
| K07      | 赤坂     |          |          | 1.1          | 6.5          | | 以「ア」字型圖案化的跑手        | 中央區 |
| K08      | 天神     |          |          | 0.8          | 7.3          | 西日本鐵道：T 天神大牟田線（西鐵福岡（天神）：T01）                                                                            | 梅花（表示天神）                | 中央區 |
| K09      | 中洲川端 |          |          | 0.8          | 8.1          | 福岡市地下鐵： 箱崎線（H01）（姪濱方向起直通）                                                                                 | 「中」與「川」的圖案化          | 博多區 |
| K10      | 祇園     |          |          | 1.0          | 9.1          | | 博多祇園山笠的若者              | 博多區 |
| K11      | 博多     |          |          | 0.7          | 9.8          | 福岡市地下鐵： 七隈線（N18） 九州旅客鐵道： 九州新幹線、 鹿兒島本線、篠栗線（ 福北豐線） 西日本旅客鐵道： 山陽新幹線、博多南線 | 博多獻上模樣                    | 博多區 |
| K12      | 東比惠   |          |          | 1.2          | 11.0         | | 以「ひ」圖案化的壺              | 博多區 |
| K13      | 福岡機場 |          |          | 2.1          | 13.1         | | 飛機與天空                      | 博多區 |

## 車輛
不同時期分別由近畿車輛、川崎重工業、日立製作所、日本車輛製造、東急車輛製造。與箱崎線同樣式。

### 福岡市交通局車輛
- 1000N系（日语：福岡市交通局1000系電車）
- 2000N系（日语：福岡市交通局1000系電車）
- 4000系（日语：福岡市交通局4000系電車）（2024年11月29日起投入使用）

直通JR筑肥線至筑前前原站，或只在本線内運行（部分於中洲川端站直通箱崎線）。

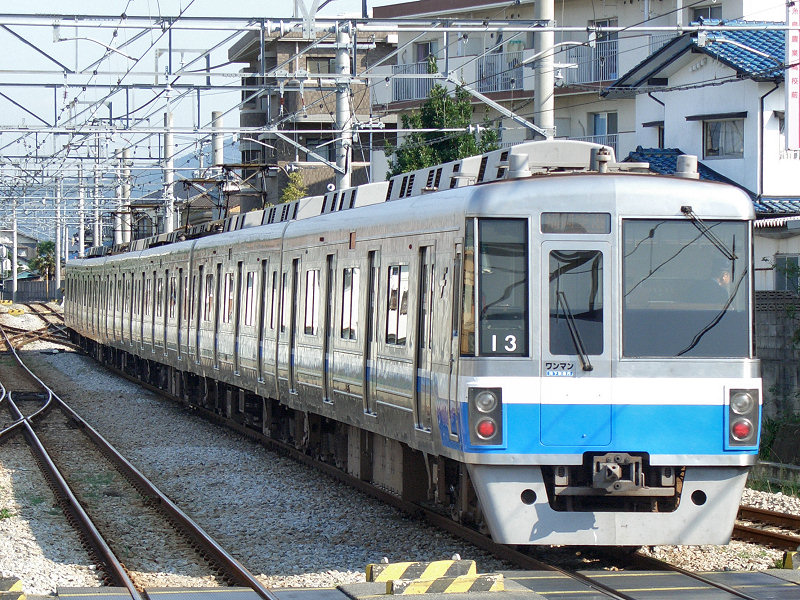
1000N系
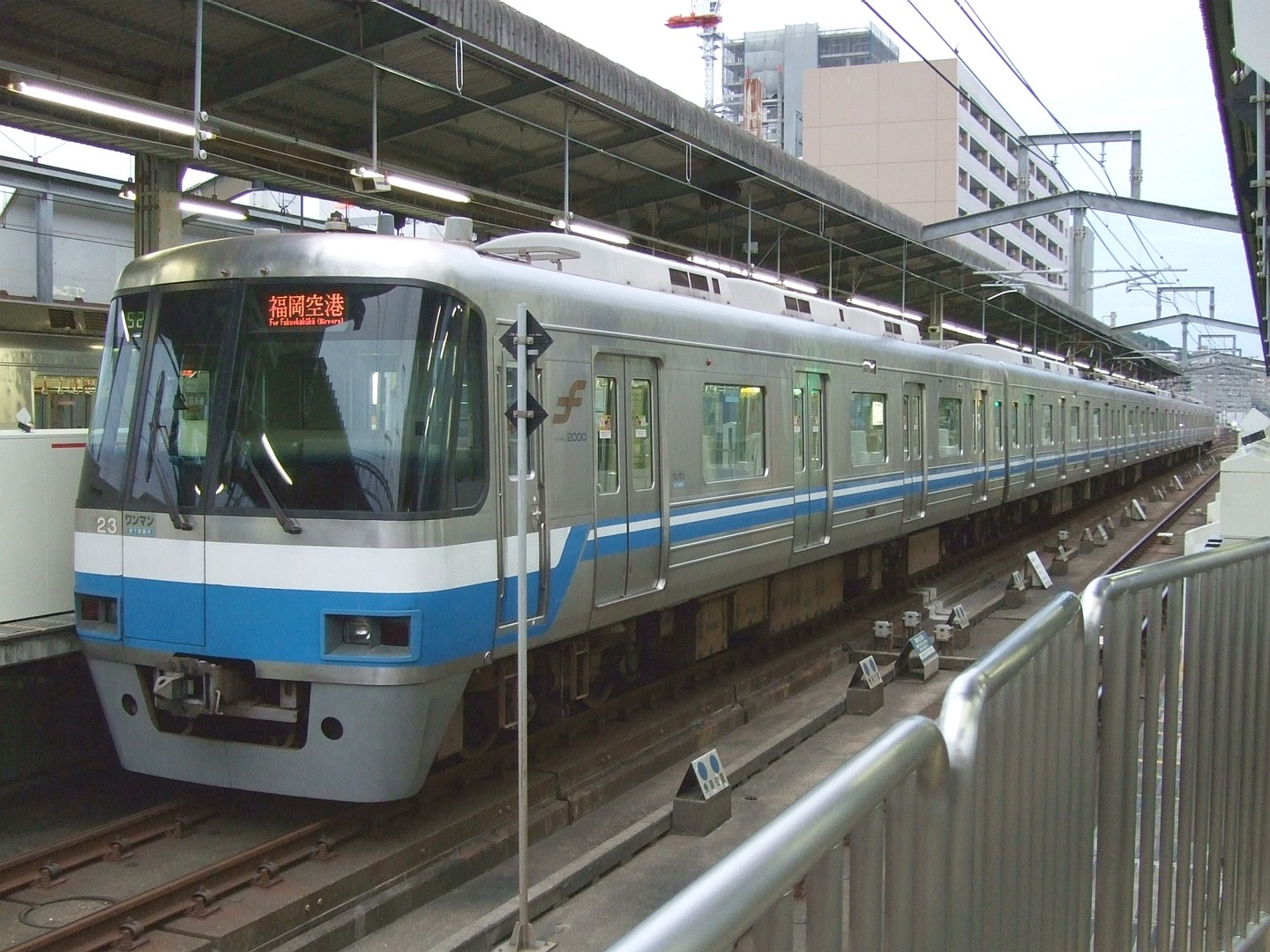
2000N系
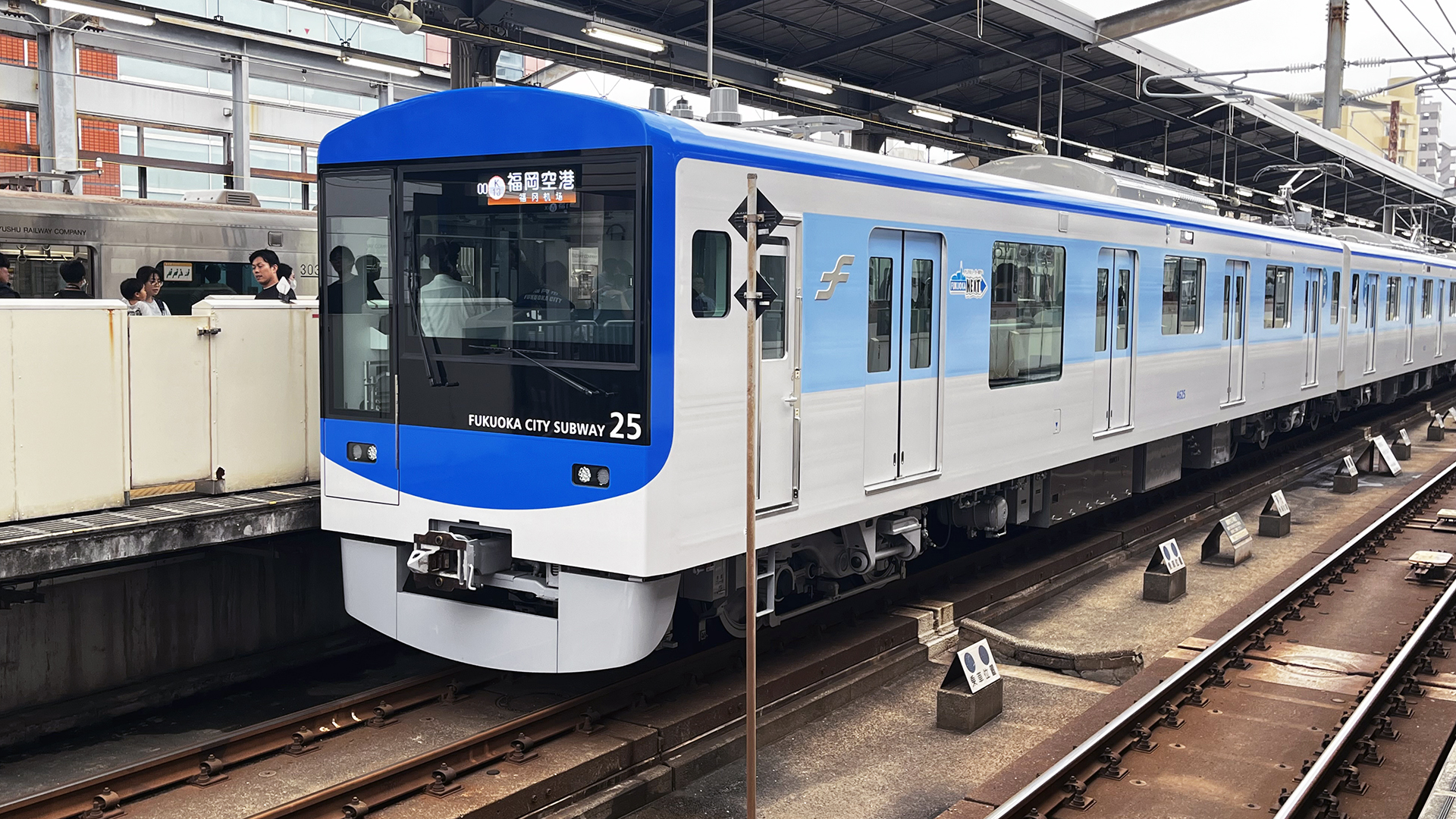
4000系

### 其他車輛
- 九州旅客鐵道（JR九州）
  - 303系（日语：JR九州303系電車）
  - 305系

通常直通JR筑肥線，而不會只在本線内運行。不直通箱崎線。

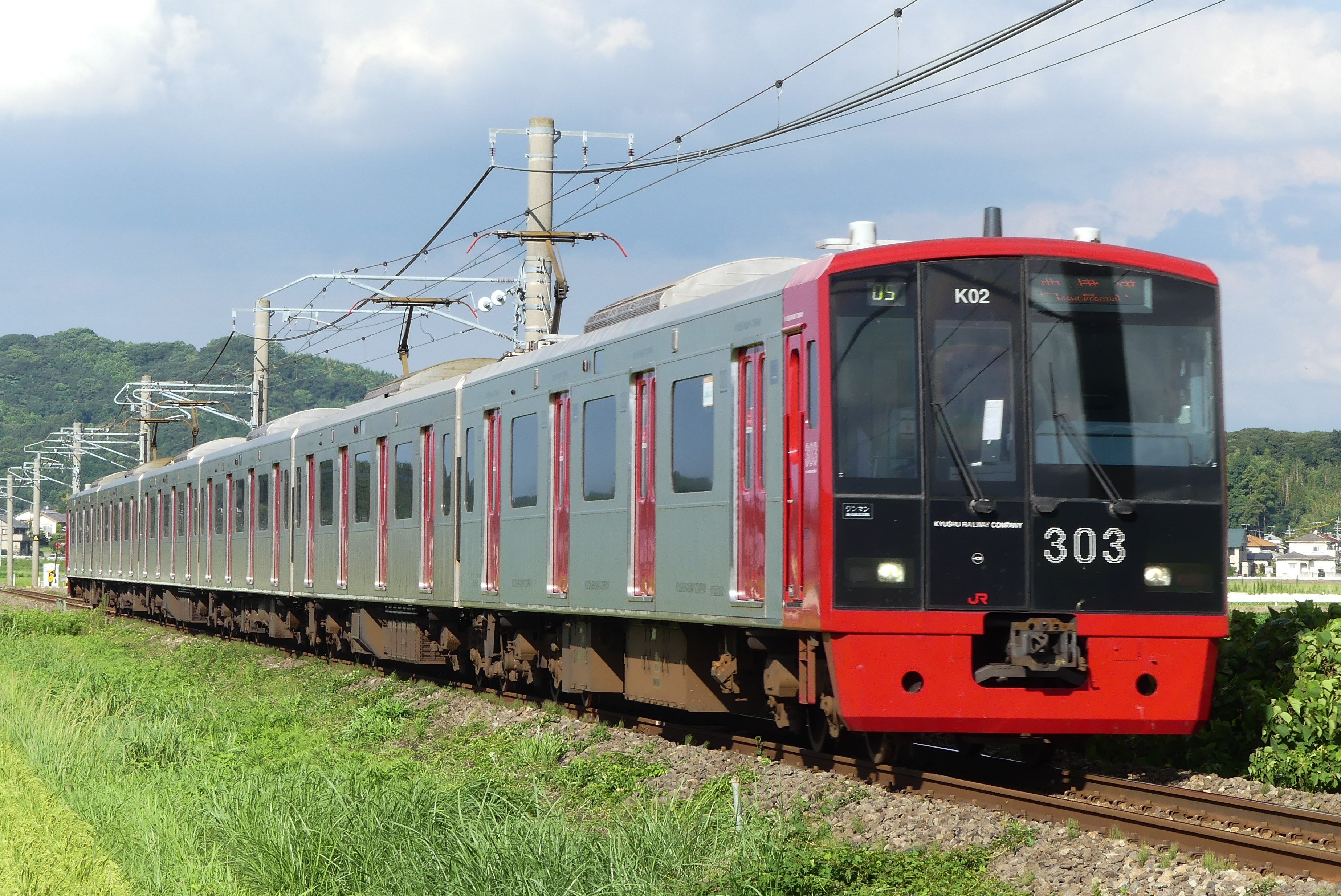
303系
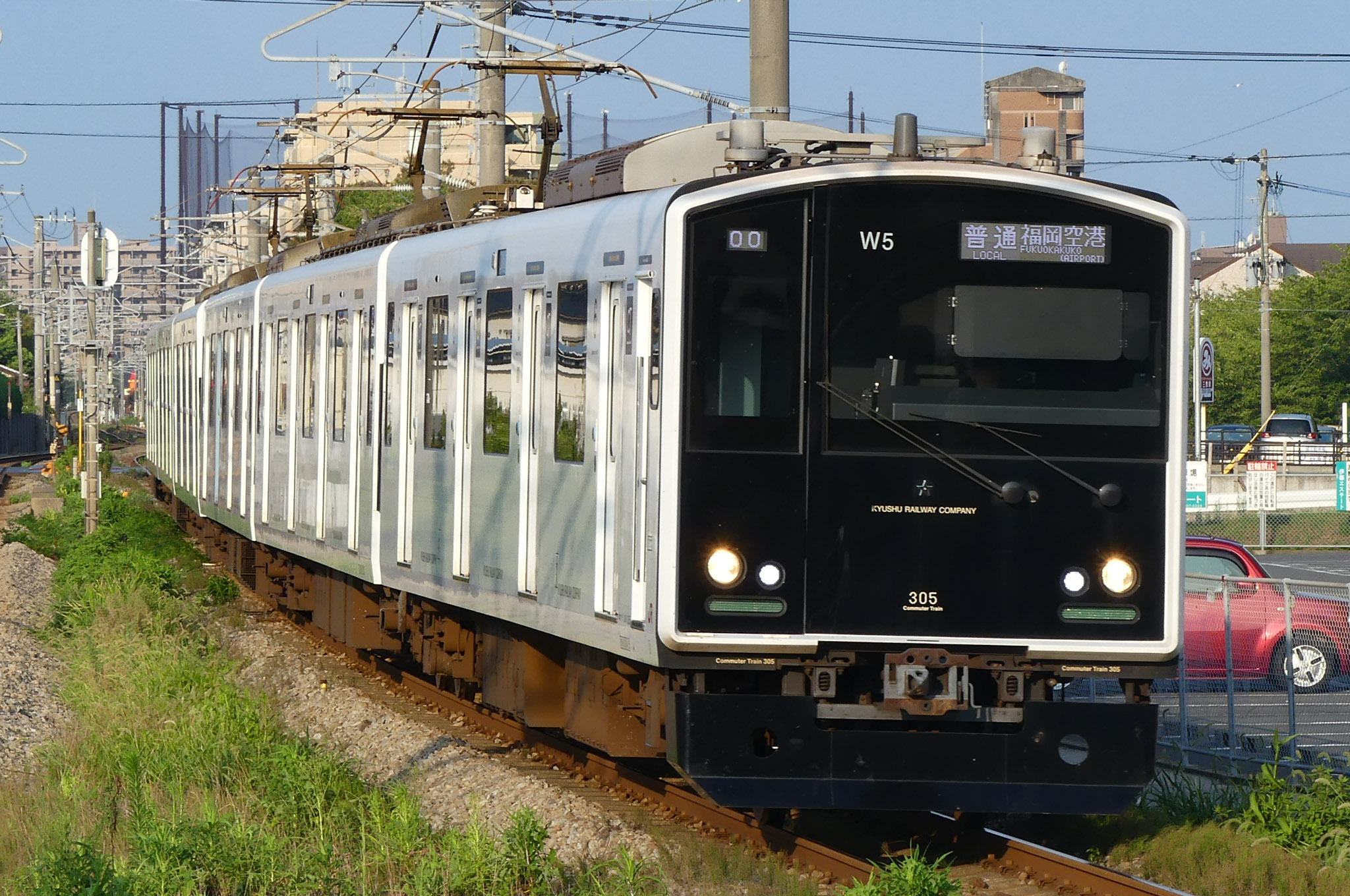
305系

### 過去使用車輛
- 103系1500番台，目前一部分改造爲3節車廂的列車運行於JR筑前前原站 - 西唐津站之間

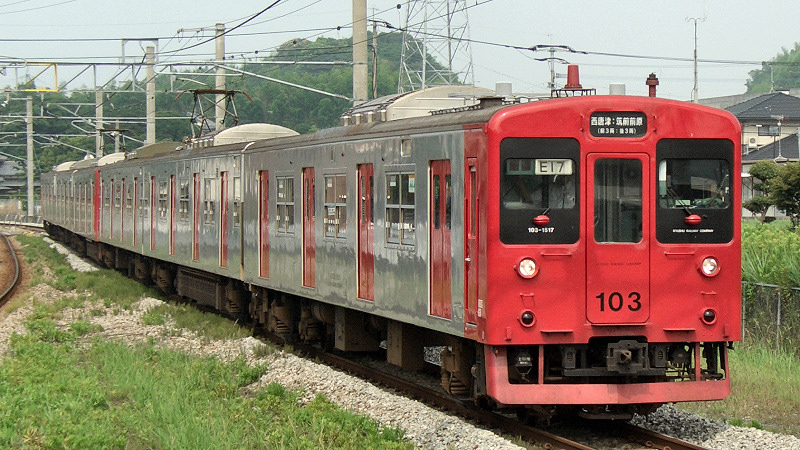
103系1500番台